# デズク (マシュハド郡)
デズク（ペルシア語: دزق）は、イランのラザヴィー・ホラーサーン州マシュハド郡中央地区ダブザブ地方自治区にある村である。2006年の国勢調査では、人口は601人で、世帯数は158世帯であった。